# Il mistero della casa sulla collina
Il mistero della casa sulla collina (House on Haunted Hill) è un film del 1999 diretto da William Malone. Il film è il remake del film La casa dei fantasmi del 1959.

## Trama
Los Angeles, 1999. Il bizzarro miliardario Stephen H. Price, proprietario di una catena di parchi divertimento e amante degli scherzi pesanti, è in pessimi rapporti con la cinica moglie Evelyn Stockard, interessata solo al denaro del marito. In un documentario televisivo, Evelyn apprende dell'esistenza di un ex manicomio, dove il dottor Richard B. Vannacutt effettuava sui pazienti esperimenti grotteschi e spesso fatali; l'istituto fu abbandonato nel 1931, quando i pazienti si ribellarono provocando un vasto incendio, dal quale nessuno ebbe scampo a causa del meccanismo di chiusura delle porte azionato da Vannacutt. Affascinata dalla storia, Evelyn decide di festeggiare il proprio compleanno nell'ex manicomio e incarica Price di affittare l'edificio e di mandare gli inviti; il marito tuttavia decide di divertirsi alle sue spalle modificando la lista degli invitati con degli sconosciuti scelti a caso e montando dei paurosi effetti speciali nell'ex manicomio.
La sera della festa i quattro ignari invitati (Sara, Eddie, Melissa e Donald) si ritrovano al manicomio insieme alla disorientata Evelyn e al proprietario dell'edificio Watson Pritchett. A spiegare cosa sia successo arriva Price il quale, per evitare che la serata si concluda subito e che gli ospiti se ne vadano irritati, offre un milione di dollari a chiunque passi la notte nell'edificio e ne esca vivo al mattino seguente. Ma in quel frangente si aziona il meccanismo automatico di chiusura delle porte, ancora funzionante dopo quasi settant'anni, che costringe tutti (volenti o nolenti) ad accettare l'offerta. Mentre Price è sorpreso di scoprire che il trucco non è stato azionato dal suo assistente, incaricato di far scattare gli effetti speciali, gli invitati si avventurano negli enormi sotterranei alla ricerca del comando per riaprire le porte.
Qui incontrano i primi segni di presenze sovrannaturali: Sara viene quasi affogata in una vasca piena di sangue da un fantasma; Melissa filma una stanza vuota con la sua telecamera ma scompare lasciando una copiosa traccia di sangue, subito dopo essersi accorta che attraverso l'obiettivo si poteva vedere il dottor Vannacutt impegnato in un'operazione chirurgica; l'assistente di Price, accusato di aver esagerato con gli effetti speciali, viene trovato morto e sfregiato. Price non vuole credere alla natura sovrannaturale degli eventi ed è convinto che gli omicidi siano stati compiuti da uno degli ospiti per accaparrarsi tutti i cinque milioni messi in palio. Poco dopo, la moglie Evelyn viene trovata morta (legata ad un tavolo per la terapia dell'electroshock in funzione): Price, fuori di sé, chiede di sapere chi è stato, minacciando gli ospiti con una pistola, ma viene disarmato e imprigionato in una stanza, per essere messo in condizioni di non nuocere.
All'insaputa degli altri, Donald accende un macchinario usato da Vannacutt per curare la schizofrenia e stordisce Price. Si scopre infatti che Donald è l'amante di Evelyn (la quale stava solo fingendo di essere morta), e che i due sono in combutta per uccidere il magnate e incassare l'eredità; ma subito dopo aver risvegliato la donna, Donald trova la morte, ucciso dalla stessa Evelyn, che ormai non aveva più bisogno di lui per portare avanti il losco piano. Intanto, in un ufficio impolverato, Eddie e Sara scoprono che i cinque invitati sono discendenti degli unici cinque infermieri scampati all'incendio del 1931, come se una forza maligna avesse guidato la scelta casuale di Price per riunirli e vendicare la scampata morte dei loro antenati. Successivamente Price si libera e raggiunge Evelyn con cui inizia una violenta colluttazione, nella quale la donna viene scagliata oltre una porta di legno marcio; dalla stanza emerge una creatura scura e senza forma, composta dagli spiriti di tutte le persone morte nell'edificio, che cattura Evelyn e la assorbe in sé.
Pritchett, l'unico che aveva creduto sin da subito che la casa fosse "viva", viene catturato dalla creatura, mentre Price riesce a scappare ed avverte Eddie e Sara con i quali fugge nella soffitta. Qui il comando per riaprire le porte viene finalmente trovato; azionandolo Price si sacrifica venendo assorbito dallo spirito della casa, mentre Eddie e Sara riescono a scappare all'esterno del manicomio. Mentre il sole sorge, i due sopravvissuti trovano i cinque assegni da un milione di dollari che costituiscono il loro premio; dopo i titoli di coda, si vede invece la sorte di Evelyn e Price nell'aldilà: essere torturati dagli spiriti dei pazienti del manicomio.

## Confronto con l'originale
Come nel film originale del 1959, la vicenda coinvolge persone invitate ad una festa in una casa stregata, a cui viene offerto un premio in denaro. In entrambi i film, come del resto in molti del genere horror, un ruolo centrale è svolto dalla casa infestata. La classica villa in stile vittoriano, però, viene qui sostituita da un imponente manicomio, le cui forme sono ispirate all'architettura nazista e in particolare alle creazioni di Albert Speer, architetto personale di Hitler. Anche le pratiche mediche illegali utilizzate sui malcapitati pazienti sono basate sugli esperimenti condotti dai nazisti sugli esseri umani, e lo stesso dottor Vannacut è uno scienziato pazzo ricalcato sulla figura di Josef Mengele.
Come nell'originale, anche in questo film trova spazio (soprattutto nella prima metà) una certa ambiguità sulla natura degli avvenimenti (forse davvero paranormali o forse causati dai rancori e dalla sete di denaro degli invitati); tuttavia nel film del 1959 questa ambiguità rimane fino all'ultimo, mentre in quello del 1999 è inequivocabilmente risolta nella seconda metà del film, dove non può sussistere alcun dubbio sul reale coinvolgimento degli "spiriti" negli omicidi. L'originale viene evocato nel remake da diversi dettagli: il cognome di chi indice la festa (Price), la scena dell'arrivo degli invitati (accompagnati ciascuno in una limousine), la chiusura inspiegabile degli ingressi dell'edificio, la scena della consegna della pistola agli invitati (custodita in un contenitore a forma di bara), la finta morte della moglie, la figura di Pritchard (che sin dall'inizio avverte i convitati dell'impossibilità di sfuggire alla maledizione della casa), ecc.

## Produzione
Gli effetti speciali del film sono stati realizzati da Gregory Nicotero e Robert Kurtzman, con aggiunte di trucco da parte di Dick Smith (alla sua ultima partecipazione cinematografica).
La massa tentacolare degli spiriti che infestano la casa, che appare nel finale, è stata realizzata in grafica computerizzata dalla KNB Effects per mezzo della CGI; è ispirata alle illustrazioni dei romanzi di H. P. Lovecraft e richiama le macchie di Rorschach che si usano in psichiatria.
La colonna sonora è stata composta da Don Davis e pubblicata su CD dall'etichetta Varèse Sarabande; inoltre sono stati usati i brani Sweet Dreams (Are Made of This), nell'interpretazione di Marilyn Manson (fa da sottofondo alla scena in cui Price manda gli inviti, e ai titoli di coda) e Quartetto n. 1 per pianoforte ed archi di Johannes Brahms (è suonata dal giradischi dell'infermiere nel flashback iniziale).

### Scene eliminate
Negli extra della versione DVD del 2000 è possibile trovare diverse scene che furono tagliate dalla versione finale del film. La prima di queste si collocava nella parte iniziale e spiegava il modo in cui Sara riceveva l'invito: mentre è al lavoro riceve inaspettatamente un pacco che contiene un giocattolo (un pupazzo a molla). Preso in mano dal suo capo, il giocattolo si apre provocandogli un taglio, ragione per cui egli licenzia Sara e getta il giocattolo in un cesto della spazzatura; lì dentro, nell'atto di recuperare il giocattolo, Sara trova l'invito alla festa di Price (destinato in realtà alla sua collega Jennifer Jenzen). Senza lavoro e bisognosa di denaro, decide di partecipare alla festa, spacciandosi per l'invitata originale; questa è la ragione per cui, nella versione finale del film, Sara si presenta inizialmente con il nome di Jennifer.
Un'altra scena eliminata si doveva trovare nel finale, quando Sara ed Eddie scappano nella soffitta: nella scena il pavimento cede e Sara cade due piani più sotto, ritrovandosi in un ossario sotterraneo dove Vannacutt accumulava le ceneri e le ossa dei pazienti, i quali tornano in vita e rincorrono Sara, strappandole di dosso il cappotto (che infatti nella versione finale sparisce improvvisamente).
Un'ultima scena doveva trovarsi alla fine del film per completare la storia dell'invitata mancata, e per concludere la vendetta della casa nei confronti dei discendenti degli infermieri scampati nel 1931: la vera Jennifer Jenzen entra insieme ad un agente immobiliare nella casa che ha ereditato, dopodiché si sente un urlo e si scopre che l'agente era in realtà il dottor Vannacutt. L'eliminazione della scena si rendeva necessaria dopo il taglio della parte iniziale, l'unica dove veniva menzionata la Jenzen, e inoltre perché, secondo il regista William Malone, aveva un tono comico che male si inseriva nel contesto del film.

## Accoglienza
Il film ha avuto un buon successo commerciale e ha incassato 40,8 milioni di dollari nei soli Stati Uniti, a fronte di un budget di 37 milioni di dollari, debuttando al primo posto del box office. La critica tuttavia lo ha accolto in modo molto più freddo, e buona parte delle recensioni lo indica come un film mediocre.

## Riconoscimenti
- 2000 - Blockbuster Entertainment Awards
  - Miglior attore non protagonista nel genere horror a Taye Diggs
  - Candidatura per la migliore attrice non protagonista nel genere horror a Famke Janssen

## Sequel
È stato realizzato un sequel, intitolato Il ritorno nella casa sulla collina, uscito solamente in VHS. Nel sequel Sara, entrata in possesso del diario dove il dottor Vannacutt rivelava i segreti del manicomio, si suicida; Ariel, sua sorella minore, vuole scoprire i segreti che si nascondono dietro questo gesto e fa ritorno al manicomio.